# Rafael Catalá Polo
Rafael Catalá Polo (Corella, 21 de junio de 1961) es un funcionario y político español. 
Funcionario de carrera del Cuerpo Superior de Administradores Civiles del Estado desde 1985, Catalá es un gran conocedor de la Administración Pública española, habiendo sido titular de relevantes cargos. Ligado al Partido Popular, con la primera victoria de este en 1996, pasó a ocupar diversas direcciones generales. Durante el segundo Gobierno de José María Aznar, fue subsecretario del Ministerio de Hacienda primero, donde trabajó a la órdenes de Cristóbal Montoro, y secretario de Estado de Justicia después. 
Posteriormente, pasó a ser secretario general de la empresa de juego Codere hasta que, en 2011, la ministra Ana Pastor le nombró secretario de Estado de Infraestructuras, cargo que desempeñó hasta 2014. Precisamente, en este año fue propuesto por el presidente del Gobierno, Mariano Rajoy, como ministro de Justicia y notario mayor del Reino, hasta su cese en 2018. Brevemente, tras la elección de Ana Pastor como presidenta del Congreso de los Diputados en 2016, Catalá asumió también, de forma interina, el Ministerio de Fomento. 
Tras formar parte del consejo asesor de Herbert Smith Freehills en España, desde mayo de 2021 es socio del despacho Carles Cuesta Abogados donde ejerce como abogado especializado en recuperaciones empresariales, refinanciaciones de deuda y concurso de acreedores.
En 2025 una investigación judicial relaciona a Catalá con el caso Montoro por haber pagado 679.000 euros mientras se tramitaban y aplicaban normativas clave para el sector del juego online favoreciendo a Codere.

## Biografía

### Formación y carrera profesional
Licenciado en Derecho por la Universidad Complutense de Madrid, en 1985 ingresó por oposición en el Cuerpo Superior de Administradores Civiles del Estado.
Durante su carrera administrativa ejerció los puestos de subdirector general de Ordenación y Política de Recursos Humanos en el Ministerio de Sanidad y Consumo (1988-1992). En 1992 se incorpora a AENA, organismo en el que ejerce como director de Planificación y Desarrollo de Recursos Humanos, director de Relaciones Laborales y director de Administración y Servicios de Navegación Aérea. También ejerció hasta el año 2011 como secretario general de Codere, empresa del sector del juego.
Recibió la medalla de honor que otorga la World Jurist Association en 2019.

### Carrera política
Tras la victoria electoral del Partido Popular, en 1996, el Consejo de Ministros lo nombró director general de la Función Pública del Ministerio de Administraciones Públicas, a la sazón encabezado por Mariano Rajoy.

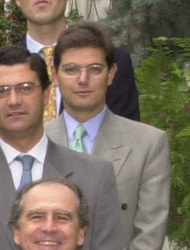
Catalá en octubre de 2001

En enero de 1999 fue nombrado director general de Personal y Servicios del Ministerio de Educación y Cultura, y entre mayo de 2000 y julio de 2002 fue subsecretario del Ministerio de Hacienda. Entre los años 2002 y 2004 fue secretario de Estado de Justicia en el Departamento que dirigía José María Michavila.
Tras las elecciones generales de 2004 se ocupó de la gerencia del Hospital Ramón y Cajal de Madrid. Además desde 2005 fue director del máster de Administración Pública de Esade y miembro del Consejo Social de la UNED.
El 23 de diciembre de 2011 el Consejo de Ministros lo nombró secretario de Estado de Planificación e Infraestructuras del Ministerio de Fomento, a propuesta de su titular Ana Pastor Julián.
Tras la dimisión presentada por Alberto Ruiz-Gallardón, el 23 de septiembre de 2014 fue señalado como sucesor para ocupar el cargo de ministro de Justicia. Su nombramiento fue publicado el 29 de septiembre de 2014, día en que tomó posesión del cargo.
El 19 de julio de 2016 asume el despacho ordinario de los asuntos del Ministerio de Fomento, cuya titular hasta el momento, Ana Pastor Julián cesó tras su elección como presidenta del Congreso de los Diputados.
El 3 de noviembre de 2016 se confirmó su continuidad como ministro de Justicia en el segundo Gobierno de Mariano Rajoy y renovó como ministro el 4 de noviembre de 2016.
El 16 de mayo de 2017 fue reprobado por el Congreso de los Diputados como consecuencia de las maniobras que se han producido en el seno del ministerio fiscal dirigidas a obstaculizar determinadas causas judiciales contra la corrupción y de las propias actuaciones del ministro en relación con estas causas. Esto le convierte en el primer ministro de la democracia reprobado por el pleno del Congreso. Junto al propio ministro, fueron reprobados el fiscal general del Estado José Manuel Maza y el fiscal jefe de Anticorrupción Manuel Moix.
El 2 de junio de 2018 pasa a ser ministro de Justicia en funciones, a la espera del nombramiento de un nuevo titular, tras la moción de censura aprobada ese mismo día contra Mariano Rajoy, siendo Pedro Sánchez nuevo presidente del Gobierno.

## Caso Montoro
Una investigación judicial llevada por la Unidad Central Operativa (UCO) de la Guardia Civil y los Mozos de Escuadra en 2021 revela que mientras Catalá era directivo de Codere, el despacho creado por Montoro llamado Equipo Económico recibió más de 140.000 euros al año de Codere. En total, la empresa que dirigía Catalá pagó 679.000 euros al tiempo que la legislación y la regulación tributaria aprobadas sobre el juego en línea favorecieron a esta empresa.